# Коэн, Ричард
Ричард Коэн (9 мая 1947 года) — британский спортсмен-фехтовальщик, участник трех Олимпийских игр. Автор книг и книгоиздатель.  

## Биография
Родился в Бирмингеме, Англия. В школе Даунсайд освоил основы фехтования.  Пять раз был чемпионом Британии по фехтованию на саблях; с 1972 по 1984 входил в олимпийскую команду страны; не участвовал в московской Олимпиаде из-за международного бойкота.
Параллельно с фехтованием работал редактором в различных книжных издательствах, в частности редактировал  ранние работы Джеффри Арчер. Работал главным редактором издательств Хатчинсон и Ходдер & Стоутон. Основал собственное издательство Richard Cohen Books.  В 1999 году перебрался в США, где редактировал книги таких известных лиц, как Руди Джулиани,  Мадлен Олбрайт (все пять книг),  Дэвид Бойз, биографию Малколма Икс, написанную Мэннингом Марабл (получила  Пулитцеровскую премию). Написал несколько популярных книг.  Сыграл эпизодическую роль в фильме о Джеймсе Бонде, Умри, но не сейчас (2002). Живет в Нью-Йорке.  В июне 2017 года он был избран членом Королевского общества по литературе.

## Семья
Жена — Кэти Роббинс; двое сыновей и дочь.  Мария Коэн (1986 г. р.), двукратная  чемпионка Британии по фехтованию на шпагах (2006 и 2011 гг.); входила в сборную Британии на чемпионатах мира и Европы. 